# ديفيد وايت
ديفيد وايت (بالإنجليزية: David White)‏ (30 أكتوبر 1967 في المملكة المتحدة - ) هو لاعب كرة قدم بريطاني في مركز الوسط. شارك مع منتخب إنجلترا تحت 21 سنة لكرة القدم ومنتخب إنجلترا لكرة القدم الرديف ومنتخب إنجلترا لكرة القدم. أما مع النوادي، فقد لعب مع شيفيلد يونايتد وليدز يونايتد ومانشستر سيتي.

## مسيرته الكروية
لعب ديفيد وايت خلال مسيرته الاحترافية مع 3 أندية في أربعة عشر موسمًا وسجل خلالها 101 هدف ضمن 393 مباراة. ولم يفز بأي موسم بالكأس أو بالدوري.
خاض ديفيد وايت مسيرته مع نادي مانشستر سيتي في موسم 1986–87 ليلعب معه ثمانية مواسم، مشاركًا في 285 مباراة سجل خلالها 79 هدفًا. ثم انتقل إلى نادي ليدز يونايتد في موسم 1993–94 واستمر معه طيلة ثلاثة مواسم، حيث شارك في 42 مباراة سجل خلالها 9 أهداف. لينتقل بعدها إلى نادي شيفيلد يونايتد في موسم 1995–96 واستمر معه طيلة ثلاثة مواسم، مشاركًا في 66 مباراة سجل خلالها 13 هدفًا.

## وصلات خارجية
- ديفيد وايت على موقع قاعدة بيانات كرة القدم.إي يو (الإنجليزية)
- ديفيد وايت على موقع ناشيونال فوتبول تيمز (الإنجليزية)
- ديفيد وايت على موقع عالم كرة القدم.نت (الإنجليزية)